# Thakurganj
Thakurganj è una città dell'India di 15.288 abitanti, situata nel distretto di Kishanganj, nello stato federato del Bihar. In base al numero di abitanti la città rientra nella classe IV (da 10.000 a 19.999 persone).

## Geografia fisica
La città è situata a 26° 26' 60 N e 88° 7' 60 E e ha un'altitudine di 81 m s.l.m..

## Società

### Evoluzione demografica
Al censimento del 2001 la popolazione di Thakurganj assommava a 15.288 persone, delle quali 8.075 maschi e 7.213 femmine. I bambini di età inferiore o uguale ai sei anni assommavano a 2.573, dei quali 1.328 maschi e 1.245 femmine. Infine, coloro che erano in grado di saper almeno leggere e scrivere erano 8.261, dei quali 5.063 maschi e 3.198 femmine.